# Carlos Sisí
Carlos Sisí Cavia nació en Madrid en 1971. Empresario y escritor que dirige una revista digital en línea y una empresa familiar de diseño y soluciones de Internet, vio publicada en 2009 su primera obra. Vive actualmente en Málaga, ciudad donde ambientó su novela Los Caminantes, que se ha convertido en una serie que va ya por la quinta entrega.
En 2013 resultó ganador del Premio Minotauro de novela por su obra Panteón.

## Obras

### Los Caminantes
En el año 2009, Carlos Sisí vio publicada su primera novela: Los Caminantes. Los primeros capítulos fueron originariamente publicados en internet hasta que la editorial Editorial Dolmen, que contaba con su reciente línea editorial dedicada al género zombi, se interesó por su publicación. La historia transcurre en una Málaga post apocalíptica e invadida por los zombis y narra las desventuras de un grupo de supervivientes que, tras diversas peripecias personales, encuentran un refugio aparentemente seguro en el polideportivo de Carranque.  Los Caminantes alcanza actualmente (2013) la 12.ª edición. Esto propició la posibilidad de que la novela fuera traducida al inglés y publicada en países de habla inglesa por la editorial Permuted Press con el título de The Wanderers.
Los Caminantes: Necrópolis (2010), publicada también por Dolmen_Editorial, fue la segunda parte de la saga. En este volumen podemos encontrar a la mayoría de los antiguos protagonistas y algunos personajes nuevos que demuestran, a lo largo de las páginas, que el auténtico peligro para el hombre es el propio ser humano.
Sólo un año más tarde, el autor  publicó Los Caminantes: Hades Nebula (2011),, ahora publicada por Ediciones Minotauro, perteneciente al grupo Planeta. En esta ocasión, la acción se traslada en su mayor parte a Granada, utilizando el fortín de La Alhambra.
Los Caminantes: Aeternum (Ediciones Minotauro, 2014), es la cuarta novela de la serie, con la que Sisí retoma la serie tras publicar otras dos novelas de otros géneros con Minotauro.   El anuncio de su publicación fue algo inesperado por los seguidores de la serie, ya que anteriormente se había anunciado que Los Caminantes sería una trilogía que quedaba cerrada con Hades Nebula.
Los Caminantes: Tempus Fugit (2015)
Las portadas de los tres primeros volúmenes fueron ilustradas por Alejandro Colucci, y las dos últimas por Daniel Expósito.

### Edén Interrumpido
En marzo del siguiente año, salió a la venta Edén Interrumpido (2012), una mini novela de casi 90 páginas que, dada su reducida extensión, sólo se publicó en formato digital. Por primera vez, Carlos Sisí se alejaba del género zombi. En esta obra podemos encontrar terror psicológico y real, sin elementos sobrenaturales.

### La hora del Mar
La hora del mar (octubre de 2012) es un thriller medioambiental de más de 500 páginas en el que el autor realiza una llamada a la reflexión sobre el uso y el abuso al que estamos sometiendo nuestro planeta y sobre el sentido de nuestra raza dentro del Universo.
La portada fue ilustrada por Alejandro Colucci.

### Panteón
Publicada en febrero del 2013, Carlos Sisí obtiene el X Premio Minotauro con su novela Panteón, que salió a la venta el 12 de marzo de este mismo año. Panteón es una novela de ciencia ficción; una ópera espacial ambientada 10 000 años en el futuro.
La portada fue ilustrada por la editorial.

### Midnight
Publicada en noviembre de 2014. Cómic escrito por Carlos Sisí y dibujado por Ittai Manero.

### Alma
Publicada en enero de 2016. La portada fue ilustrada por Carlos Sisí.

### Vienen Cuando Hace Frío
Publicada en diciembre de 2017. La portada fue ilustrada por Yuly Alejo.

### Nigromante: Bajo la tierra, un antiguo secreto despierta
Publicada en mayo de 2018. Temática de fantasía medieval. Tanto la portada como las ilustraciones interiores fueron creadas por Tomás Hijo, ilustrador Salmantino.

### Varsovia
Publicada en enero de 2019. 

### Rojo (Vampiros 1)
Publicada en abril de 2019, inicia la trilogía de los Vampiros. Este es el inicio de una aventura que llevará a los tres protagonistas a luchar por sobrevivir a la plaga a medida que descubren que gran parte de Estados Unidos ha caído. Pero puede que haya una pequeña esperanza.

### Fundación (Vampiros 2)
Publicada en octubre de 2019. Segunda parte de la trilogía de los Vampiros.

### Infierno (Vampiros 3)
Publicada en junio de 2020. Tercera y última parte de la trilogía de los Vampiros.

### Nocte
Publicada en mayo de 2020.

### Homine ex machina
Publicada en abril de 2021.

### Panteón II: El cubo y la llama
Proyecto iniciado mediante micromecenazgo en mayo de 2019. Segunda parte de la novela Panteón, muy demandada por los seguidores del autor. El libro se publicará en 2020.
Se tratará de una novela exclusiva sólo para los mecenas del proyecto, que tendrán hasta el 30 de junio de 2019 para unirse a éste. Podrá ser leído de manera independiente al primer libro. En ningún caso será necesario haber leído el "Panteón" original para enterarse de lo que ocurre por mucho que se refiera a personajes y sucesos sucedidos en el primer volumen. Además incluirá por primera vez en papel el relato no tan corto "Conciencia Descarnada".

### Alone at the Top
Se trata de un thriller. La ilustración de cubierta ha sido realizada por David Rendo. Publicado en abril de 2022.

### Hechicero
Segundo libro de la serie de fantasía medieval, continuación de Nigromante. Tanto la portada como las ilustraciones interiores fueron creadas por Tomás Hijo. Publicado en abril de 2022.

### Guerrero
Tercer libro de la serie de fantasía medieval, continuación de Hechicero. Tanto la portada como las ilustraciones interiores fueron creadas por Tomás Hijo. Publicado en mayo de 2023.

### Gris
Libro de ciencia ficción. Publicado en mayo de 2024.

## Aventuras conversacionales
Carlos Sisí fue también creador de las aventuras conversacionales para ZX Spectrum Las Cavernas de Fafnir (1989), Midnight (1989), El Ojo del Dragón (1990), Excessus (1990), Heresville (1990) y Johnnie Verso (1991).
En 1990 quedó finalista en el concurso de creación de aventuras gráficas para el sistema Sinclair ZX Spectrum 128k patrocinado por la revista MicroHobby y la compañía Aventuras AD, con la aventura conversacional Midnight, situada en una siniestra mansión asediada por vampiros